# Fanega
Die Fanega, je nach Region auch Fanegada oder Fanga, war als Volumen- und Getreidemaß in Brasilien, Portugal, Spanien und verschiedenen südamerikanischen Staaten mit unterschiedlichen Größen in Anwendung. Die zweite Anwendung war als Flächenmaß in Spanien. Das Maß kann als ein spanisch-portugiesisches angesehen werden. Als altes Getreide-Hohlmaß wird es noch mit Werten zwischen 55,4 Liter und 4 Hektoliter in Süd- und Mittelamerika verwendet. Der am häufigsten gebrauchte Wert beträgt 55,4 Liter, im mittelalterlichen Kastilien waren es 55,5 Liter.

## Volumenmaß
Allgemein galt
- 15 Fanega = 1 Moyo
- 1 Fanega = 4 Alqueiras = 8 Meyos = 16 Quartos = 32 Selemis = 64 Mequias
- Insel Madeira 1 Fanega = 2260 Pariser Kubikzoll = 44 ¾ Liter
- Brasilien 1 Fanega = 2790 Pariser Kubikzoll = 55 9/31 Liter
- Azoren 1 Fanega = 2416 Pariser Kubikzoll = 47 8/9 Liter
- Portugal 1 Fanega/Fanga = 2724 Pariser Kubikzoll = 54 Liter
- Faro (Algarve) 1 Fanega = 3264 Pariser Kubikzoll = 64 17/25 Liter
- Porto 1 Fanega = 3320 Pariser Kubikzoll = 65 4/5 Liter

In Spanien war die Maßkette anders und es galt
- allgemein 1 Fanega = 12 Almudes = 48 Quartillos 
  - Bilbao/Provinz Biscaya 1 Fanega = 3033 Pariser Kubikzoll = 60 Liter
  - Provinz A Coruña/Galicien 1 Fanega = 4 Ferrados = 3204 Pariser Kubikzoll = 63 ½ Liter
  - Ferrol/Galicien 1 Fanega = 3588 Pariser Kubikzoll = 71 Liter
  - Madrid 1 Fanega (kastillianische) = 240 1/12 Pariser Kubikzoll = 4 ¾ Liter
  - Málaga 1 Fanega = 3056 Pariser Kubikzoll = 60 14/25 Liter
  - Oviedo/Asturien 1 Fanega = 3841 Pariser Kubikzoll = 76 1/9 Liter
  - Santander/Burgos 1 Fanega = 2776 Pariser Kubikzoll = 55 Liter

## Flächenmaß
Eine Fanega bezeichnete auch die Fläche, der es bedarf, ein Fanega Getreide zu produzieren. Für Kastilien waren das beispielsweise 6459,6 Quadratmeter. In Spanien war das Maß als ein Flächen- und Feldmaß sehr verschieden.
- 1 großer Fanega = 4900 Quadrat-Varas = 3523,31 Quadratmeter
- 1 kleiner Fanega = 500 Estadales = etwa 1437,5 Quadratmeter
- Provinz Valencia 1 Fanega/Fanegada = 800 Quadrat-Varas = 6393 23/25 Pariser Quadrat-Fuß 
  - 6 Fanegadas = 1 Cahizada
  - 36 Fanegadas = 1 Yugada
- Kanarische Inseln 1 Fanegada = 7511 1/9 Quadrat-Varas = 52,4829 Ar

Das königliche Maß war die Fanega de marco real. Gesetzlich hatte das Maß 24 mal 24, also 576 Quadrat-Estadales.
- 60 Fanegas = 1 Caballeria = etwa 387,3739 Ar